# Hervormde kerk (Ilpendam)

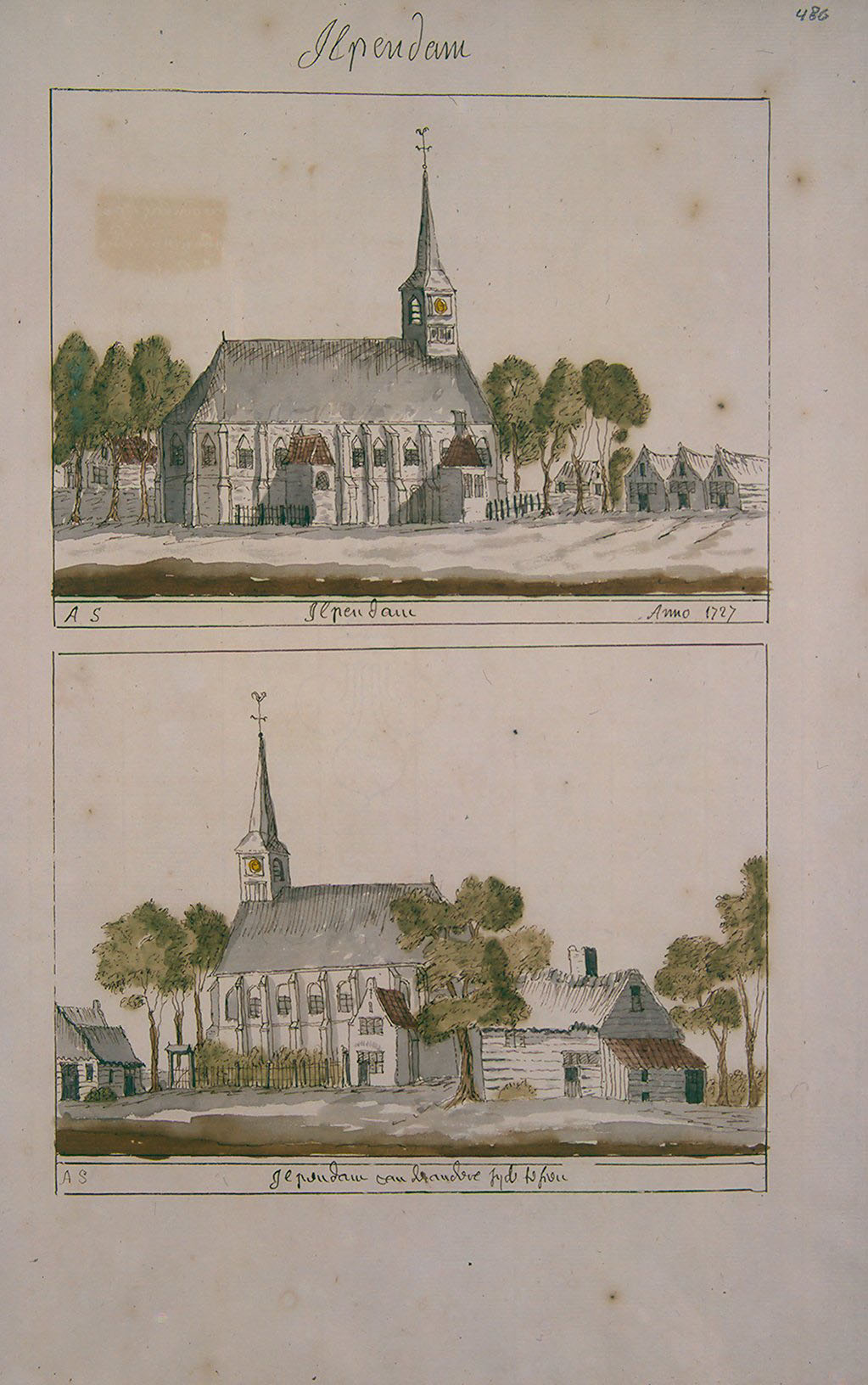
De kerk tussen 1710 en 1735

De  Nederlands Hervormde Kerk is een eenbeukige kerk gelegen aan de Kerkstraat in het Noord-Hollandse Ilpendam. De kerk stamt gedeeltelijk uit 1656.

## Geschiedenis
In 1408 wordt er reeds een kapel op deze plaats gemeld die is gewijd aan H. Sebastianus. Deze kerk wordt in 1449 vergroot en tijdens de Tachtigjarige Oorlog (1568 – 1648) voor een belangrijk deel verwoest. De schalkbeelden in de koorsluiting zijn overgebleven uit deze oude kerk. In 1656 wordt de kerk herbouwd tot zijn huidige vorm.
In 1850 werd de kerk deels vernieuwd en in 1868 werd het uitgebreid met de westtoren. Zowel de kerk als de toren staan sinds 1967 ingeschreven als rijksmonument in het monumentenregister.
In de klokkenstoel van de toren hangt een klok van Gerhard Schimmel uit 1682. Het mechanisch torenuurwerk van Eijsbouts komt uit 1923.
In de jaren 1723, 1850, 1922, 1946, 1984 en 2004/2005 is de kerk gerestaureerd.

## Interieur
In de kerk bevindt een tweeklaviers orgel dat in 1728 door Nicolaas Adolf Willembroek werd gebouwd voor de Grote Kerk in De Rijp. In 1855 werd het orgel aan Ilpendam verkocht.
Verder bevinden zich in de kerk een 17e-eeuwse preekstoel, doophek en koorafsluiting. De herenbank met overluiving en beeldhouwwerk komt uit de 18e eeuw.

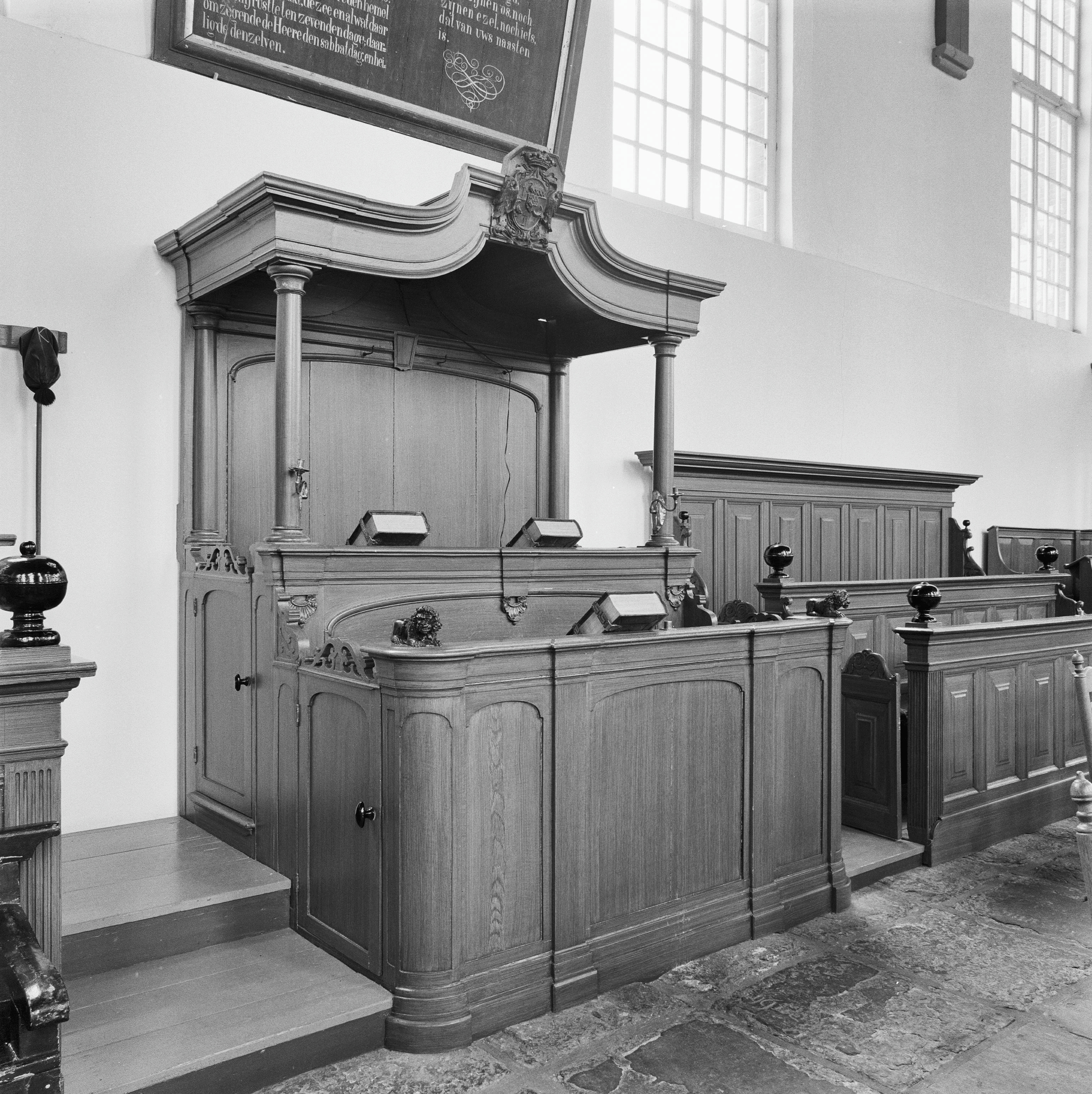
Herenbank
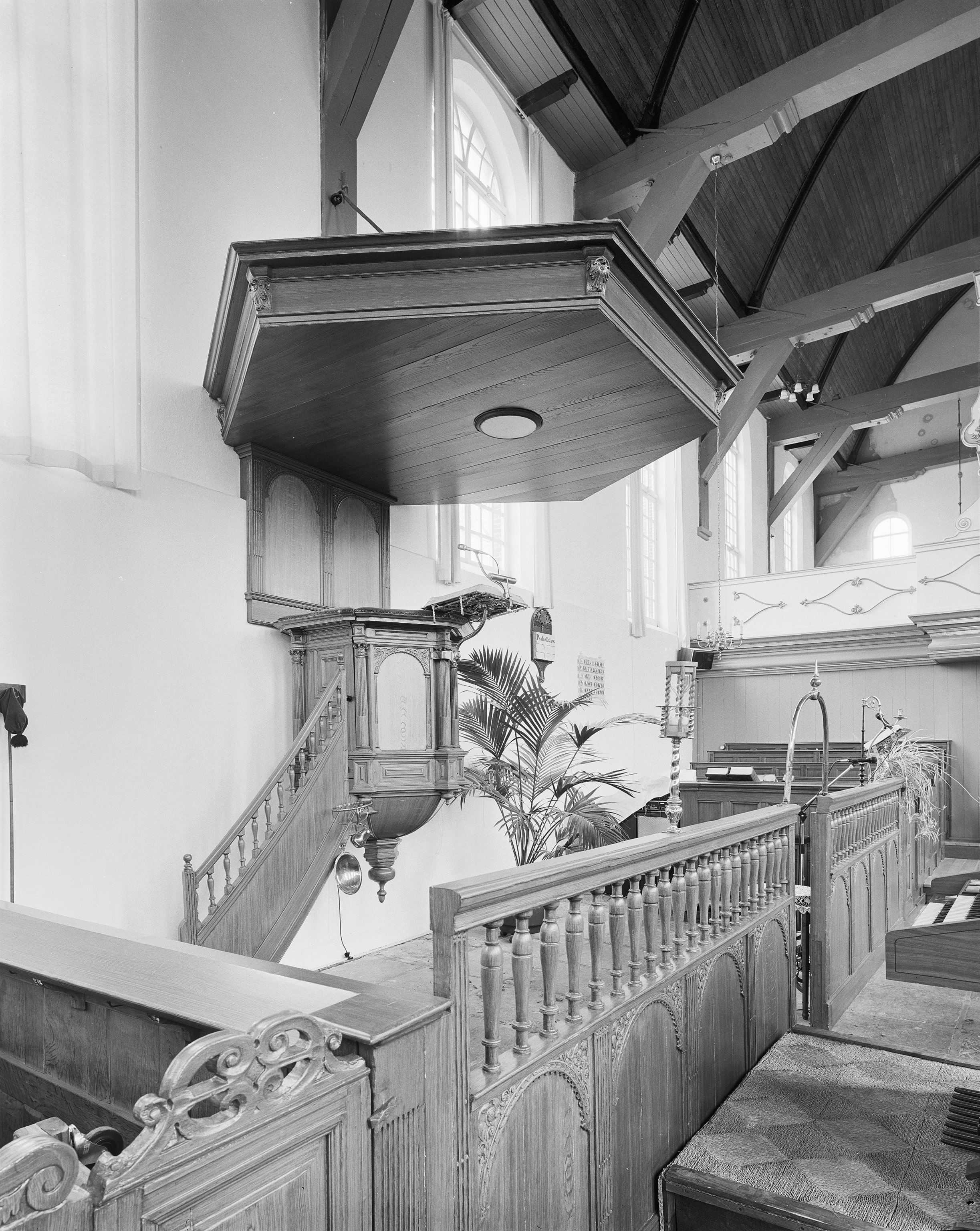
Preekstoel en doophek
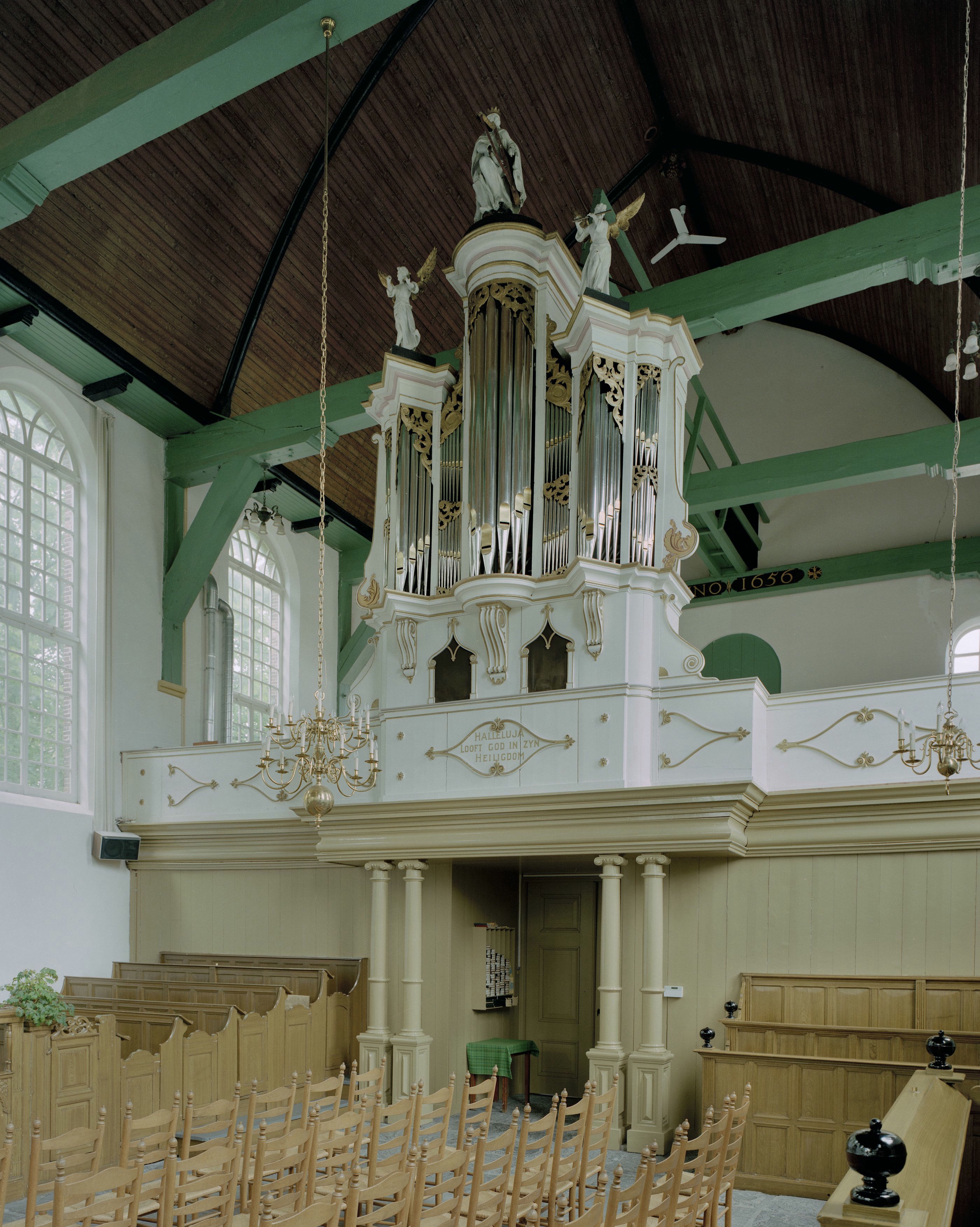
Orgel

## Pastorie
De naastgelegen witgepleisterde pastorie, 1868 aan de noordkant tegen de kerk aangebouwd, werd in 1980 toegevoegd aan het monumentenregister.

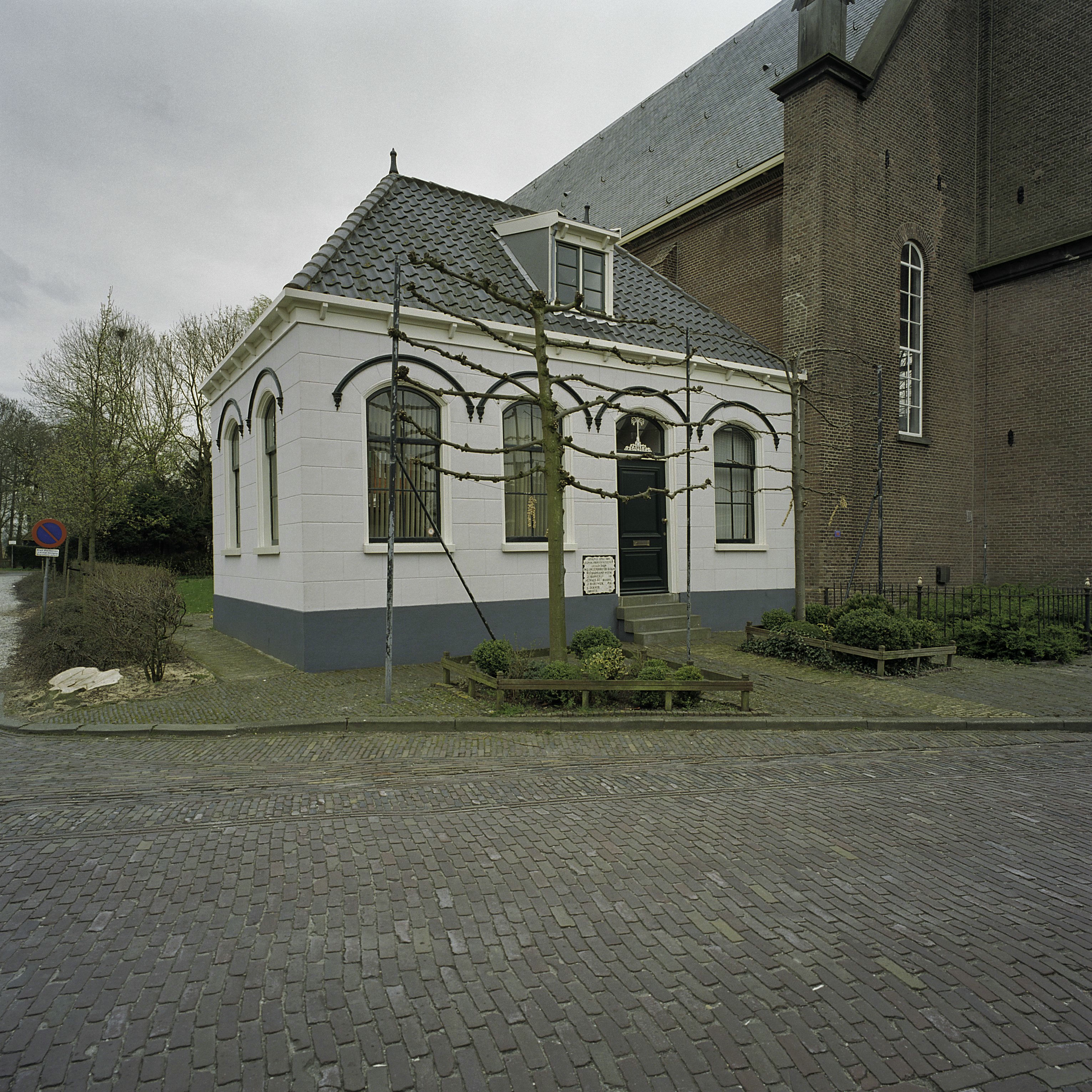
De pastorie uit 1868.